# محوطه ملکه دشت
محوطه ملکه دشت در شهرستان آبیک، روستای زرچه بستان واقع شده و این اثر در تاریخ ۲۵ اسفند ۱۳۸۰ با شمارهٔ ثبت ۵۴۹۴ به‌عنوان یکی از آثار ملی ایران به ثبت رسیده است.